# Avocatură
În sensul cel mai general, avocatura presupune practicarea sau exercitarea profesiei de avocat prin acordarea de consultanță juridică pentru clienți, elaborarea documentelor legale, reprezentarea clienților în negocieri și procedurilor judiciare etc.
De asemenea, avocatura denotă și activitatea de pregătire profesională a celor care urmează cariera de avocat. În acest sens, în rândul avocaților corporatiști se folosește englezismul "lawyering".

## Pregătirea avocaților prin INPPA
Institutul Național pentru Pregătirea și Perfecționarea Avocaților (INPPA) este o persoană juridică română, fără scop lucrativ, cu funcționare autonomă, constituit în baza art. 63 lit. j) din Legea nr. 51/7 iunie 1995 pentru organizarea și exercitarea profesiei de avocat, republicată în Monitorul Oficial al României nr.113/6 martie 2001, a prevederilor Statutului profesiei de avocat publicat în Monitorul Oficial al României nr. 284/31 mai 2001 și legislației în materie.
Institutul Național pentru Pregătirea și Perfecționarea Avocaților nu face parte din sistemul național de învățământ și nu este supus procedurilor de autorizare și acreditare.
Institutul Național pentru Pregătirea și Perfecționarea Avocaților are caracter de organizație neguvernamentală, care funcționează în cadrul și sub autoritatea Uniunii Avocaților din Romania.
Scopul și obiectivele Institutului Național pentru Pregătirea și Perfecționarea Avocaților sunt:
a) Îndeplinirea obligațiilor legale ce revin Uniunii Avocaților din Romania și barourilor privind asigurarea exercitării calificate a dreptului de apărare și a competenței profesionale a avocaților;
b) Realizarea cadrului organizatoric pentru ca în colaborare cu organele profesiei de avocat să se îndeplinească obligațiile privind pregătirea profesională ce le revin din Legea nr.51/7 iunie 1995 pentru organizarea și exercitarea profesiei de avocat, republicată în Monitorul Oficial al României nr.113/6 martie 2001 și Statutul profesiei de avocat publicat în Monitorul Oficial al României nr. 284/31 mai 2001 privind asigurarea pregătirii avocaților stagiari, ridicarea nivelului profesional al tuturor avocaților și respectarea deontologiei și a disciplinei profesionale;
c) Crearea cadrului instituțional organizat pentru pregătirea și perfecționarea continuă a avocaților in plan profesional, respectarea Codului deontologic al avocatului roman, adoptat de Congresul Avocaților din Romania iunie 1999 și a disciplinei profesiei;
d) Organizarea selecției și pregătirii profesionale a avocaților stagiari la nivele de standarde de competență profesională într-un sistem nediscriminatoriu de oportunități egale și uniforme, la nivel național;
e) Stabilirea unor relații de cooperare permanentă cu instituțiile și organizațiile cu atribuții in realizarea pregătirii și perfecționării pregătirii profesionale in sistemul profesiilor care necesită pregătire juridică;
f) Realizarea de studii și programe de politici profesionale pe probleme compatibile cu dezvoltarea profesiei de avocat in plan intern și internațional pentru intărirea sistemului juridic și armonizarea acestuia cu legislația Uniunii Europene.

## Legături externe
- Site-ul oficial al INPPA